# 法布里斯·勒保罗
法布里斯·勒保罗（法語：Fabrice Lepaul，1976年11月17日—2020年5月23日），法国职业足球运动員，司职前鋒。

## 生平
1976年生于孚日省埃皮纳勒。入选法国16岁以下国家队。一年后效力法甲球队歐塞爾。1997年10月，他在一场交通事故中受重伤，折断数根肋骨，他的职业生涯也因此遭到打击。1998年降级至法乙。2020年5月23日，他在法国东北地区阿尔萨斯的巴尔德奈姆遭遇车祸不幸逝世，年仅43岁。

## 战绩
歐塞爾
- 法甲：1995–96
- 法國盃：1993–94、1995–96
- 圖圖盃：1997

聖伊天
- 法乙：1998–99